# N,N′-Diphenyl-p-phenylendiamin
N,N′-Diphenyl-p-phenylendiamin ist eine chemische Verbindung aus der Gruppe der Aminobenzole.

## Gewinnung und Darstellung
N,N′-Diphenyl-p-phenylendiamin kann durch Kondensation von Hydrochinon oder p-Aminophenol mit Anilin gewonnen werden.

## Eigenschaften
N,N′-Diphenyl-p-phenylendiamin ist ein brennbarer, schwer entzündbarer, kristalliner, dunkelgrauer Feststoff mit charakteristischem Geruch, der praktisch unlöslich in Wasser ist.

## Verwendung
N,N′-Diphenyl-p-phenylendiamin wird als Polymerisationshemmer, Antioxidans für Kautschuk, Petroleum und Futtermittel verwendet. Es wird auch als Zwischenprodukt bei der Herstellung von Farbstoffen, Arzneistoffen und Detergentien eingesetzt.